# 1605년 캘리포니아 홍수
1605년 캘리포니아 홍수(California flood of 1605)는 현대의 미국 캘리포니아주 지역 상당부분이 물에 잠겼던 홍수이다. 이 대홍수는 캘리포니아 전역에 걸쳐 지속적으로 발생한 대규모 폭풍우와 지속적으로 강력한 대기천으로 인해 발생했다. 이 홍수는 산업화 이전에 살고 있던 캘리포니아주의 원주민에게 큰 영향을 주었다.
지질학적 연구에 따르면 1605년 이전에도 서기 212년, 440년, 603년, 1029년, 1300년, 1418년, 1750년, 1810년, 1861-1862년에 캘리포니아에서 대홍수가 발생했다. 미국 지질조사국(USGS)의 퇴적물 연구에 따르면 1605년 홍수로 산타바바라 분지에 5 cm가 넘는 퇴적층이 쌓였으며, 이는 지질학적 증거로 밝혀진 다른 홍수보다 최소 50% 강력했으며 지난 2,000년간 가장 강력했던 홍수였음을 의미한다. 미국 지질조사국은 현대의 캘리포니아주에 이러한 규모의 홍수가 발생할 경우 발생할 수 있는 가상 시나리오인 ARkStorm을 개발했다.
1861-1862년 사이에는 1605년 홍수와 마찬가지로 강력한 대기천의 영향으로 센트럴밸리 대부분과 남부 캘리포니아 일부가 물에 잠기고 캘리포니아주의 주도인 새크라멘토가 물에 잠겼으며, 주변 미국 서부주들도 전부 침수 피해를 입은 1862년 대홍수가 발생했다.

## 같이 보기
- 1862년 대홍수
- 대기천
- ARkStorm

## 참고 문헌
- Liz Goodwin (2011년 1월 17일). “Scientists warn California could be struck by winter 'superstorm'”. Yahoo News. 2019년 3월 14일에 확인함.
- Michael Barbour; Todd Keeler-Wolf; Allan A. Schoenherr (2007). 《Terrestrial Vegetation of California, 3rd Edition》. University of California Press. 65쪽. ISBN 978-0-520-24955-4.
- Schimmelmann, Arndt; Zhao, Meixun; Harvey, Colin C; Lange, Carina B (2017), “A Large California Flood and Correlative Global Climatic Events 400 Years Ago”, 《Quaternary Research》 49: 51–61, doi:10.1006/qres.1997.1937